# Резуан Кушайри
Мохамед Резуан бин Мохамед Кушайри (малайск.  Mohamed Redzuan Bin Mohamed Kushairi; 12 сентября 1949, Тайпинг, Перак — 22 февраля 2019, Куала-Лумпур) — малайзийский дипломат и общественный деятель.

## Краткая биография
В 1972 окончил Университет Малайя. В 1972—1996 гг. работал в системе МИД Малайзии. Первоначально второй секретарь посольства Малайзии в Москве, затем первый секретарь посольства Малайзии в Вашингтоне, поверенный в делах Малайзии в Эфиопии, заместитель посла в Лондоне, заместитель постоянного представителя Малайзии в ООН (Вашингтон) и председатель рабочей группы ДН по правам человека (1992—1994), посол в Узбекистане и по совместительству в Кыргызстане (1994—1996). В 1996—1999 исполнительный председатель компании Uzmacom, с 1999 — её директор, позднее председатель eVera Solutions Sdn Bhd, директор Seloga International и Denia Development, директор Silverlake Global Payments Sdn. Bhd.
Был также специальным помощником министров иностранных дел Малайзии Газали Шафи (1981—1984) и Тенгку Ахмада Ритхауддина (1984—1986). Член Королевского совета Перака. В 1994—1996 гг. возглавлял Общество дружбы «Узбекистан-Малайзия». Руководитель или член 16 научных и общественных организаций, включая пост старшего консультанта Института Азии и Европы в Университете Малайя. Был в числе 25 видных деятелей Малайзии, подписавших 8 декабря 2014 г. петицию премьер-министру Малайзии Наджибу Разаку с призывом отказаться от экстремистской риторики и прекратить обсуждение спорных вопросов применения исламских законов в стране. Принимал участие в бизнес-форуме «Россия-АСЕАН» в Сочи в мае 2016 г.. Умер от сердечного приступа, похоронен на мусульманском кладбище "Букит Киара".

## Награды
- Орден Ahli Mangku Negara (AMN) (1983)
- Награда за безупречную службу МИД Малайзии (1993, 1994)
- Орден Darjah Dato’ Paduka Mahkota Perak (DPMP) и звание «Датук» (1995)

## Семья
- Отец Мохд Кушайри Ахмад
- Мать Нахиар Мохд Кассим Мерикан
- Братья Мохд Зулкифли Мохд Кушайри (1933—2009), Мохд. Кхаири бин Мохд. Кушайри (1939—2014)
- Сестры Айнол Хисан бинти Мохд. Кушайри (р. 1943), Фадилла бинти Мохд. Кушайри (р. 1952), Зайтул Назхар бинти Мохд. Кушайри (р. 1956)
- Первая супруга Дейзи Резуан (умерла), вторая — Мими Мерикан бинти Ахмад Мерикан (в разводе), третья — Вера Резуан
- Сын Мохамед Реза Мохд Резуан (1974—1998)
- Дочери Раелин Резуан и Джасмин Резуан

## Публикации
- The outside world has changed, but will Mahathir? // Malaysia Kini January 11, 2018